# Ludwig Fritze
Ludwig Fritze (* 9. Dezember 1833 in Brandenburg an der Havel; † 11. September 1922) war ein deutscher Indologe und Sanskritist.

## Leben
Ludwig Fritze wuchs als Sohn eines Tuchmachers in Brandenburg auf.
Nach Erhalt des Reifezeugnisses erhielt er eine Ausbildung  zum Volksschullehrer am Lehrerseminar in Oranienburg. Nach Abschluss seiner Ausbildung begann er, an verschiedenen Grundschulen zu unterrichten.
Von 1861 bis 1871 war er Lehrer an der Pädagogischen Hochschule in Oranienburg. Anschließend setzte er seine Lehrtätigkeit von 1871 bis 1873 in Zabern im Elsass fort, gefolgt von einer Anstellung in Drossen von 1873 bis 1885. Er unterzog sich ohne Universitätsstudium der Staatsprüfung für den höheren Schuldienst mit Erfolg und erlernte außerdem, ohne akademische Unterweisung, Sanskrit.
Ab 1885 war er Oberlehrer an der Pädagogischen Hochschule in Köpenick, wo er bis zu seiner Pensionierung im Jahr 1906 wirkte.
Für seine Verdienste wurde er 1883 in Kiel zum Dr. h.c. promoviert und  erhielt 1891 als Seminaroberlehrer den Professortitel.
1874 erschien als erste zusammenhängende Arbeit seine Übertragung des ersten Buches des Hitopadesa. Er gehörte zudem zu den Beiträgern zum Sanskrit-Wörterbuch von Otto von Böhtlingk.
Zu seinen posthumen Schriften zählen zahlreiche unveröffentlichte Übersetzungen, die sein Engagement für die Literatur und Kultur Indiens dokumentieren.

## Schriften (Auswahl)
- Hitopadesa: eine indische Fabelsammlung. Breslau, 1874 (Digitalisat).
- Shakuntala. Chemnitz, 1877.
- Ratnavali oder Die Perlenschnur. Chemnitz, 1878 (Digitalisat).
- Meghaduta das ist Der Wolkenbote. 1879. (Digitalisat).
- Vasantasênâ oder das irdene Wägelchen: Mṛicchakaṭikâ. 1879. 2. Aufl. 1894 (Digitalisat)
- Indische Sprüche. Leipzig, 1880 (Digitalisat).
- Urvasi. Leipzig, 1880 (Digitalisat).
- Malavika und Agnimitra. Leipzig, 1881 (Digitalisat).
- Kausika's Zorn. Leipzig, 1882 (Digitalisat).
- Candakausika. 1883.
- Malati und Madhava. 1883 (Digitalisat).
- Pantschatantra: ein altes indisches Lehrbuch der Lebensklugheit. 1884 (Digitalisat).
- Mudrarakschasa oder Des Kanzlers Siegelring. Leipzig, 1886 (Digitalisat).
- Sakuntala. Leipzig, 1890 (Digitalisat).
- Nala und Damayanti, Savitri. Berlin, 1910 (Digitalisat).